# راهبات مجدلين
راهبات مجدلين (بالإنجليزية: The Magdalene Sisters)‏ هو فيلم أيرلندي بريطاني، إنتاج 2002 من تأليف وإخراج بيتر مولان. يتناول الفيلم قصة ثلاث مُراهقات يتم إرسالهن إلى راهبات حرم ماجدلين المُقدس، المعروفة أيضًا باسم مصبغة مجدلين، للنساء اللاتي وصفتهن أسرهن أو المجتمع بأنهن «ساقطات». وقد تم وضعهن في تلك المنازل من قبل الأوامر الدينية الفردية في الكنيسة الكاثوليكية الرومانية في أيرلندا، ليعملن في غسل الملابس وذلك بهدف تطهيرهن من ذنوبهن.
يرصد المخرج بيتر مولان مُعاناة الفئة العاملة في هذه المغاسل من راهبات ورهبان وتجريدهم ليس فقط من مُعتقداتهم الدينية، بل من أي رواسخ أو أحاسيس إنسانية. فصبغ الراهبات بجعلهن مجرد جلادات يقمن بالضرب والاستغلال وأنهم لم يتلقين أي شكل من أشكال الاعتراف أو التعويض أو الاعتذار، وقد ظل كثير منهن كاثوليكات متدينات مدى الحياة. وعلقت إحدى النزيلات السابقات أن واقع المجدلية أسوا بكثير من الفيلم. وعلى الرغم من أن أحداث الفيلم تدور في أيرلندا، إلا أنه تم تصويره في مدينتي دومفريز وغالاوي في جنوب غرب اسكتلندا.

## قصة الفيلم
تسرد قصة الفيلم 3 شابات يرسلن إلى أحد المصابغ المجدلية أو كما كانت تُسمى الدير المجدلية، والتي كانت تقوم على سجن النساء اللواتي أخطأنا في حياتهن ومُعالمتهن كالعبيد وسلبهن جميع حقوقهن في الحياة وجعلهم عرضة للإساءة والاغتصاب والعنف الجسدي والنفسي، وكل هذا تحت غطاء الدين وأن الإنسان يجب أن يشعر بالآلام والعذاب لكي يكفر عن أخطاءه الدنيوية وبهذا يصل إلى السلام الأبدي (الجنة).
الشيء المثير والذي رسمه المخرج بيتر مولان هو جعل المُشاهد شاهدًا على تلك الشخوص وكيفية وصولهن إلى ذلك الدير. فبدأ بمارغريت (أني ماري ديف)، التي اغتصبت من قبل ابن عمها ومن ثم برانديت (نورا جاني نوني)، التي كان إثمها جمالها وأنها يجب أن تُعاقب على تلك النعمة التي تحولت إلى نقمة في حياة تلك الفتاة وأخيرًا روز (دورثي ديف)، والتي حملت وأنجبت طفل غير شرعي.
لم يحاول بيتر مولان بأي طريقة أن يجعل السبب الرئيسي في معاناة تلك الفئة من الفتيات الآثام التي قمن بها حقًا، وليس السبب هو العامل الديني والخوف من انتشار الرذيلة، ولكن كانت الخيط الذي يجمع بين تلك الفتايات هو العامل الاجتماعي والثقافي فكان الفقر والجهل هي العلامة الأبرز في جعلهن ضحايا تلك المغاسل المجدلية. وأما ما خاضه بيتر في المرحلة الثانية من عمله هو إلقاء الضوء على تلك الفئة العاملة في هذه المغاسل من راهبات ورهبان وتجريدهم ليس فقط من مُعتقداتهم الدينية، بل من أي رواسخ أو أحاسيس إنسانية، فصبغ الراهبات بجعلهن مجرد جلادات يقمن بضرب واستغلال تلك الفتيات بشتى السبل. أما بالنسبة لرجل الدين (الكاهن)، كانت الفتيات عبارة عن أداة لإطفاء شهواته وملذاته وغرائزه المسلوبة بحكم مُعتقداته، التي كانت مجرد ثوب يغطي عيوبه وشرور نفسه.
وينتهى الفيلم بتقديم وصفًا موجزًا لحياة أربعة من السجناء بعد مغادرة الفتيات اللجوء بحلول آواخر الستينيات. ويلاحظ أن آخر طلب لجوء المجدلية أغلق في عام 1996.

## فريق العمل
- آن ماري داف: مارجريت ماجر
- نورا-جان نون: برنديت هارفى
- دوروثى دوف: باتريشياروزدونا
- إيلين والش: هاريت كريسبين
- جيرالدين ماكوين: الراهبة برديجت
- دنيال كوساتليو: الكاهن لاب فريتزو
- مارى موريا: أونا أوكونور
- فرانسيس هلي: الراهبة جودي
- إيثن ماكغينيس: الراهبة كليمنتين
- فيليس ماكماهون: الأخت أوجستا
- بريتا سميث: كاتي
- ريبيكا والش: جوزفين
- يمون أوينز: إيمون، شقيق مارغريت
- كريس باتريك سيمبسون: بريندان
- مارتن لورنس: سيموس

## الجوائز
نال الفيلم استحسان النقاد، ففي 25 أكتوبر/ تشرين الأول 2008 نشرت مجلة روتن توميتوز أن 90٪ من النقاد أعطوا الفيلم تعليقات إيجابية، استنادًا إلى 144 مُراجعة. فيما علق موقع ميتاكريتيك أن الفيلم كان متوسط، وكانت الدرجات التي حصل عليها 83 من 100، استنادًا إلى 38 مُراجعة. وحصل الفيلم على أعلى نسب مُشاهدة وحصد المراكز الأولى في قوائم النقاد الأمريكين لأفضل عشر أفلام لعام 2003.
- الثالث: تي بير، بوسطن جلوب.
- السادس: مايكل ويلمينغتون، شيكاغو تريبيون.
- السادس: أوين غليبرمان، إنترتينمنت ويكلي.
- السابع: جاك ماثيوز، نيويورك ديلي نيوز.
- الثامن: كارلا ماير، سان فرانسيسكو كرونيكل.
- الثامن: كارلا ماير، سان فرانسيسكو كرونيكل.
- التاسع: V.A. موسيتو، نيويورك بوست.
- العاشر: كلوديا بويغ، الولايات المتحدة الأمريكية اليوم.

كما تلقى الفيلم إشادة نقدية عندما عرض لأول مرة في مهرجان البندقية السينمائي في عام 2002. وهناك حصل مولان على أعلى جائزة المهرجان، الأسد الذهبي.

## روابط خارجية
- راهبات مجدلين على موقع IMDb (الإنجليزية)
- راهبات مجدلين على موقع ميتاكريتيك (الإنجليزية)
- راهبات مجدلين على موقع روتن توميتوز (الإنجليزية)
- راهبات مجدلين على موقع نتفليكس (الإنجليزية)
- راهبات مجدلين على موقع ألو سيني (الفرنسية)
- راهبات مجدلين على موقع Turner Classic Movies (الإنجليزية)
- راهبات مجدلين على موقع أول موفي (الإنجليزية)
- راهبات مجدلين على موقع بوكس أوفيس موجو (الإنجليزية)
- راهبات مجدلين على موقع فيلمافينيتي (الإسبانية)
- راهبات مجدلين على موقع قاعدة بيانات الأفلام السويدية (السويدية)